# Gerhard Wilhelm Becker
Gerhard Wilhelm Becker (* 13. August 1927 in Hannover; † 2. Februar 2012 in Berlin) war ein deutscher Physiker. Von 1972 bis zu seinem Ruhestand 1992 war er Präsident der Bundesanstalt für Materialprüfung. Von 1978 bis 1982 amtierte er als Präsident des VDI.

## Leben
Gerhard Wilhelm Becker, Sohn von Wilhelm Becker, studierte von 1946 bis 1951 Physik und Mathematik an der Technischen Hochschule Braunschweig. Im Anschluss an sein 1951 erhaltenes Diplom im Fach Physik begann er seine Doktorarbeit zunächst am Institut für theoretische Physik, wechselte dann aber 1952 an die Physikalisch-Technische Bundesanstalt (PTB) in Braunschweig, wo er seine Arbeit Über mechanische Relaxationserscheinungen in nicht weichgemachten hochpolymeren Kunststoffen abschloss. Für diese Arbeit promovierte ihn die Naturwissenschaftliche-Philosophische Fakultät der Technischen Universität Braunschweig 1954 zum Dr. rer. nat.
Von 1952 bis 1966 war Gerhard W. Becker wissenschaftlicher Angestellter an der PTB, unterbrochen von einem Jahr Aufenthalt am California Institute of Technology in Pasadena in den Jahren 1963 bis 1964 und war dort am Jet Propulsion Laboratory tätig. 1966 wurde er zur Bundesanstalt für Materialforschung und -prüfung (BAM) abgeordnet. Dort übernahm er als Professor 1967 die Leitung der Abteilung „Organische Stoffe“ und 1969 das Amt des Vizepräsidenten der BAM. Im August 1972 wurde er als Nachfolger von Maximilian Pfender zum Präsidenten der Bundesbehörde berufen, das Amt führte er bis zu seinem Ruhestand 1992.
Im Jahr 1970 ernannte ihn die Technische Universität Berlin zum Honorarprofessor für das Lehrgebiet „Physik und Technologie polymerer Werkstoffe“.
Becker wurde 1973 in die Braunschweigische Wissenschaftliche Gesellschaft aufgenommen und blieb deren ordentliches Mitglied bis 1999. 1980 wurde er Ehrenmitglied der American Society< of Mechanical Engineers (ASME); seit 1995 war er Ehrenmitglied des Vereins Deutscher Ingenieure (VDI), der ihm im Jahr 2000 auch die Grashof-Denkmünze verlieh. Dem VDI gehörte er seit 1977 als ordentliches Mitglied, ab 1978 als Vorsitzender an.

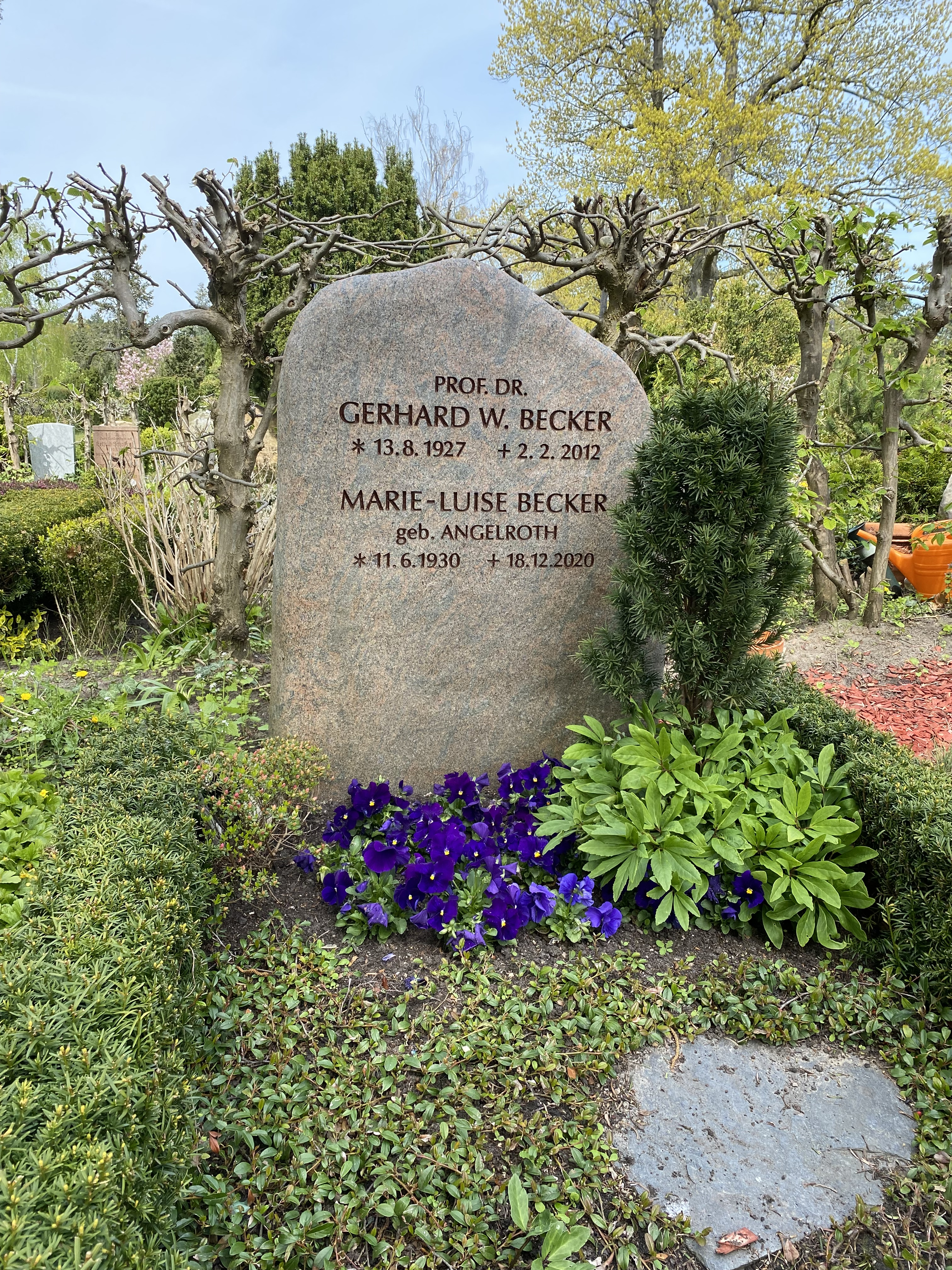
Grabstätte auf dem Friedhof Zehlendorf

Gerhard W. Becker war verheiratet mit Marie-Luise Becker, geborene Angelroth, und hatte drei Kinder. Seine letzte Ruhestätte fand er auf dem Berliner Friedhof Zehlendorf (Feld 006-157).